# Distrito de Grevenmacher
El distrito de Grevenmacher era hasta 2015 uno de los tres distritos del Gran Ducado de Luxemburgo. Se subdividía en 3 cantones y 26 comunas.

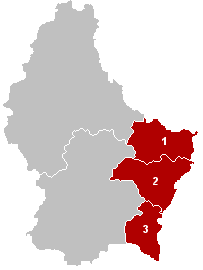
Cantones.

1. Echternach
  - Beaufort
  - Bech
  - Berdorf
  - Consdorf
  - Echternach
  - Mompach
  - Rosport
  - Waldbillig
2. Grevenmacher
  - Betzdorf
  - Biwer
  - Flaxweiler
  - Grevenmacher
  - Junglinster
  - Manternach
  - Mertert
  - Wormeldange
3. Remich
  - Bous
  - Burmerange
  - Dalheim
  - Lenningen
  - Mondorf-les-Bains
  - Schengen
  - Remich
  - Stadtbredimus
  - Waldbredimus
  - Wellenstein

## Geografía
El distrito de Grevenmacher limitaba al oeste, con el distrito de Luxemburgo, al norte con el distrito de Diekirch, al este con los estados alemanes de Renania-Palatinado y de Sarre, y al sur con la región francesa de Lorena.